# Interception
En interception er indenfor visse former af fodbold et træk, hvor det ikke-angribende hold kommer imellem en aflevering, og dermed bliver det angribende hold. Trækket sker mens bolden er i luften. Udtrykket bruges i amerikansk fodbold, canadisk fodbold, Rugby League, Rugby union, australsk fodbold og gælisk fodbold.
Pick-six er et begreb indenfor amerikansk fodbold. Det bruges, når den spiller, der ved at gribe modstanderens bold, og dermed skaber interception, lykkes med umiddelbart at løbe til modstandernes baglinje og udløse et touchdown (som giver hans hold seks points). Et eksempel på en pick-six er Atlanta Falcons tredje scoring i Super Bowl LI, hvor Robert Alford, Atlantas cornerback, greb en aflevering fra New England Patriots quarterback Tom Brady og ugeneret løb de 82 yards til Patriots' baglinje.
| Sport | Spire Denne artikel om sport er en spire som bør udbygges. Du er velkommen til at hjælpe Wikipedia ved at udvide den. |